# Ней, Нора
Нора Ней (пол. Nora Ney, наст. имя и фамилия Соня Нейман; 25 мая 1906 — 21 февраля 2003) — польская киноактриса.

## Биография
Нора Ней родилась в д. Селяховске Белостокского уезда, Гродненской губернии Российской империи (ныне гмина Василькув Белостокского повята в Подляском воеводстве Польши). Актёрскую профессию получила обучаясь в частном Кинематографическом институте Виктора Беганьского в Варшаве  в 1925-1926 годах.
Дебютировала в кино в 1926 году. Во время Второй мировой войны находилась в СССР, в 1946 году уехала в США. Умерла в Энсинитас в штате Калифорния.

## Избранная фильмография
- 1926 — Золотая лихорадка / Gorączka złotego
- 1926 — Красный паяц / Czerwony błazen / Czerwony błazen — Мария, жена инспициента
- 1927 — Орлёнок / Orlę — продавщица
- 1927 — Зов моря / Zew morza — Йоля
- 1929 — Полицмейстер Тагеев / Policmajster Tagiejew — Юзя
- 1929 — Женщина, которая хочет грешить / Kobieta, która grzechu pragnie — Марына из-за потока
- 1930 — Краса жизни / Uroda życia — Татьяна
- 1931 — Сердце на улице / Serce na ulicy — Надежда
- 1932 — Голос пустыни / Głos pustyni — Джемиля, жена шейха
- 1934 — Дочь генерала Панкратова / Córka generała Pankratowa — Анюта, дочь генерала Панкратова
- 1938 — Женщины над пропастью / Kobiety nad przepaścią — Лора Вентана, директор хореографического института
- 1939 — Доктор Мурек / Doktór Murek — Арлета, танцорка